# Борба код Пасјане
Ради осигуравања тековина остварених после борбе на Дренову, било је неопходно да се исцрпљеним и проређеним српским четама што хитније пружи помоћ у новим људима. Због тога је Централни одбор предвидео повратак на терен војводе Душана Вардарског са 15 четника. Поред тога, за формирање Горског штаба била су предвиђена и четири официра, међу којима и нови шеф, капетан Драгољуб Николић и заменик, поручник Душан Секулић (тај је касније то отказао), као и сви расположиви подофицири.
Упоредо са опремањем чета текла је "дискусија" око избора канала за прелаз преко границе. Спорили су се вицеконзул у Приштини Милан Ракић и шеф Конзуларног одељења др. Мирослав Спалајковић. Страхујући од арнаутске одмазде над српским живљем, Ракић се залагао за прелазак преко Кумановске казе и Вардара, а Спалајковић је инсистирао на преласку преко Косова сувим путем и под оружјем. Свој став је образлагао чињеницама да је кумановски канал проваљен и да су се српске чете, које су њиме пребациване, после сукоба са турском војском у непосредној близини границе, биле принуђене да се врате у Србију, док се канал преко Гњилана показао безбедним. Милан Ракић је морао да прихвати став свога шефа и позвао је учитеља Стојана Дајића да организује прелазак.
Поред овога сукоба, често је долазило и до неспоразума између Централног и Извршног одбора. Незадовољан тиме, као и због несналажљивости Централног одбора у насталој ситуацији, Врховни одбор је одлучио да забрани рад овог Одбора, а Извршном одбору стави у надлежност искључиво техничко-оперативна задужења. Централни одбор је, по овој одлуци, обуставио рад 4. јула 1907, током најинтензивнијих припрема за прелазак чета.
Према плану Стојана Дајића, који је извршни одбор прихватио, чета је у суботу, 13. јула 1907. увече, прешла границу. Први даник је имала у ранилушкој цркви, одакле је са путовођама Јованом Марковићем-Гуџуром из Пасјане и Васом Томкићем (панчевски пољак), стигла у зору 15. јула, у пасјанску цркву, одређену за други даник. Томкићево задужење било је да до Витине пребаци пушке за Скопски одбор. Као награда за ово обећан му је револвер.
Око поднева у цркви је опојана једна жена. Четници су том приликом били скривени у олтару, па постоји сумња да их је приметио и проказао Арнаутима неко ко је присуствовао опелу. Према другим сведочењима, чету су приметили Арнаути приликом преласка Јужне Мораве и пријавили властима. Упућене заптије нашли су пакло српског дувана и траг који их је довео до цркве. О томе је обавештена власт, која је за уништење чете ангажовала Арнауте и упутила турску војску.

#### Бој
Око 4 часа после подне цркву су опколили турска војска и арнаутски башибозук. Њих је било око 5000, док их је по вероватнијој процени Васе Томкића било око 2000. Убрзо је отворена паљба на цркву. Четници су се пробили до оближњег гробља и кукурузишта, где су се борили до сумрака, након чега су се поделили у три групе. Једна група је остала у заштитници, највећа је кренула без путовође према Скопској Црној Гори погрешним правцем између арнаутских села Љупиште и Ђерекаре, трећа група је покушала пробој преко Прешева. Све три групе су уништене у наредна два дана.
За време тродневних борби погинули су капетан Драголјуб Николић, војвода Раде Радивојевић-Душан Вардарски, потпоручници Михаило Бошковић и Живан Милосављевић, путовођа Јован Марковић, наредник Тихомир Голубовић, поднаредник Иван Ивановић, Рашко Анастасијевић и Милутин Јанковић; четници Стаменко Станишић, Богосав Срећковић, Данило Смиљковић, Богдан Костић, Богдан Рашић, Милан Солдовић, Јосиф Станковић, Ђорђе Маринковић, Младен Васиљевић, Никола Јовковић, Стојан Богојевић, Недељко Пурковић, Богдан Пауновић, Милутин Цветановић, Крста Димитријевић, Јанко Наслас, Стеван Ристић, Драгомир Богојевић, Ђорђе Вуковић, Јеремија Ђурлић и Милутин Јоковић. Заробљена су тројица четника поднаредник Драгомир Димитријевић, Милутин Радомировић и Радомир Солдатовић. Једини је успео да се спасе Васа Томкић. Сви погинули четници су се борили храбро, по исказу Томе Поповића, ни код једног није нађена муниција. Према исказима очевидаца погинуло је 25 српских сељака и око 70 војника и Арнаута, који су имали и велик број рањених. Погинуо је и пасјански кмет Зафир Јанцић, а више Срба је рањено и премлаћено. Међу бројним ухапшеним Србима, поред три четника, били су и учитељ Илија Поповић, свештеник Тодор Поповић, црквењак Кена и богослов Ђорђе Перић (сви из Пасјана). Хапшен је и ранилучки парох Ђорђе и Стојан Дајић.

#### Епилог
Умешаност учитеља Илије Поповића одао је властима у Гњилану, по властитом признању, Радомир Солдатовић, док је Стојана Дајића пријавио фурунџија Ђока Панашки. Њему је била сумњива неуобичајено велика количина хлеба, коју је Дајић наручио.
Радомир Солдатовић је свој исказ, дат у Гњилану, оповргао на суду у Скопљу, на коме су сва тројица четника осуђена на смрт вешањем. Они су 29. јула 1908, шест дана после објаве Хуријета, помиловани и ослобођени.
После саслушања у Извршном одбору пуштени су кућама, а четник Милутин Радомировић је добио и одборску препоруку за службу.
Овај догађај, који је у Српској одбрани назван Пасјанском афером оставио је неразрешеним нека питања; како је чета откривена и ко све је поред ухапшеног Солдатовића, проказивао Србе турским властима. След догађаја, после четничке погибије, дао је за право вицеконзулу Милану Ракићу, јер се показао да је избор канала преко Косова довео до жестоких арнаутских репресалија над српским становништвом. Неспоредне одмазде трајале су у континуитету преко месец дана и вршене су премлаћивањем, паљевинама, пљачкама и убиствима виђенијих Срба.
Ово је била последња велика борба четника са турском војском и Арнаутима до сукоба код Страцина и Шумате Трнице 1912, пред почетак првог балканског рата.